# 1203
Évszázadok: 12. század – 13. század – 14. század
Évtizedek: 1150-es évek – 1160-as évek – 1170-es évek – 1180-as évek – 1190-es évek – 1200-as évek – 1210-es évek – 1220-as évek – 1230-as évek – 1240-es évek – 1250-es évek
Évek: 1198 – 1199 – 1200 – 1201 –  1202 – 1203 – 1204 – 1205 – 1206 – 1207 – 1208

## Események
- A grúzok a basiani csatában legyőzték Abu Bakr szeldzsuk szultán seregét.
- április 16. – II. Fülöp Ágost francia király bevonul Rouen-ba, előkészítve Normandia és Franciaország egyesítését.
- június 24. – A keresztesek hajói Konstantinápoly közelébe érnek.[1]
- július 17. – A keresztesek benyomulnak Konstantinápolyba, III. Alexiosz bizánci császár elmenekül; a kormány [[II. Iszaakioszt ülteti a trónra.[2]
- augusztus 1. – A keresztesek IV. Alexioszt társcsászárrá koronáztatják.[3]

## Születések
- II. Péter savoyai gróf († 1268).
- I. Henrik kasztíliai király († 1217).

## Halálozások
- I. Artúr breton herceg
- VII. Dirk holland gróf